# Zbigniew Bródka
Zbigniew Marcin Bródka (Głowno, 8 oktober 1984) is een Pools voormalig langebaanschaatser. Hij won in 2014 de olympische titel op de 1500 meter.

## Biografie
Bródka, een voormalig shorttracker, debuteerde in 2008 in de wereldbeker, maar Bródka brak in 2010 door met het winnen van de nationale allroundtitel. Daardoor mocht hij naar de grote toernooien. In datzelfde jaar mocht hij naar de Olympische Winterspelen van 2010 in Vancouver, daar startte hij op de 1500 meter, waarop hij 27e werd.
Ook nam hij zevenmaal deel aan een internationaal allroundkampioenschap. In 2010 reed hij het Europees kampioenschap allround en het WK allround, waarop hij respectievelijk zestiende en vijftiende werd. In 2011 reed hij alweer het EK allround, daarbij eindigde hij als dertiende. Met deze dertiende plaats verdiende hij een startbewijs voor Polen bij het WK allround van 2011. De Poolse schaatsbond besloot dit startbewijs echter aan zijn 21-jarige landgenoot Jan Szymański toe te kennen, nadat deze bij de wereldbeker in Moskou op de 5000 meter als zevende eindigde.
Bij het Europees kampioenschap allround 2012 in Boedapest eindigde Bródka op de twaalfde plaats in de eindrangschikking. Later dat jaar werd hij elfde bij het Wereldkampioenschap allround. Verder reed de Pool ook de Wereldkampioenschappen afstanden 2012, hierbij eindigde hij als negende op de 1500 meter.
Het seizoen 2012/2013 was voor Bródka nog iets succesvoller, hij werd negende op de EK allround 2013, achtste op de WK allround 2013 en nadat hij bij de wereldbekerwedstrijd in Erfurt de 1500 meter won, won Bródka op zondag 10 maart 2013 ook het wereldbekerklassement over die 1500 meter in een uitverkocht Thialf. Bij de WK afstanden in Sotsji dat jaar werd hij 5e op de 1000, 6e op de 1500 en won hij brons met de achtervolgingsploeg. In 2014 won hij op de Olympische Spelen in Sotsji het goud op de 1500 meter met 1.45,006. Met een miniem verschil, 0.003 seconden, bleef hij Koen Verweij voor die 1.45,009 reed. Daarmee won hij als eerste Poolse man een olympische medaille bij het langebaanschaatsen en als eerste Poolse deelnemer het goud.

## Persoonlijke records
| Afstand      | Tijd     | Datum            | Baan                |
| ------------ | -------- | ---------------- | ------------------- |
| 500 meter    | 35,75    | 28 februari 2015 | Calgary             |
| 1000 meter   | 1.07,87  | 19 januari 2013  | Calgary             |
| 1500 meter   | 1.42,89  | 15 november 2013 | Salt Lake City      |
| 3000 meter   | 3.44,08  | 28 februari 2015 | Calgary             |
| 5000 meter   | 6.27,79  | 7 maart 2015     | Calgary             |
| 10.000 meter | 14.07,99 | 31 oktober 2021  | Tomaszów Mazowiecki |

Bródka's PR op de 1000m was een nationaal record. Dit werd in december 2021 verbeterd tot 1.07,13 door Piotr Michalski.

## Resultaten
| Jaar | EK allround          | WK allround         | WK afstanden                        | Olympische Spelen                    | Wereldbeker                         |
| ---- | -------------------- | ------------------- | ----------------------------------- | ------------------------------------ | ----------------------------------- |
| 2009 |                      |                     |                                     |                                      | 00p 1000m 00p 1500m                 |
| 2010 | NC16 (10, 20, 11, -) | NC15 (8, 20, 13, -) |                                     | 27e 1500m                            | 00p 1000m 34e 1500m                 |
| 2011 | NC13 (8, 20, 4, -)   |                     | 19e 1500m 8e achtervolging          |                                      | 48e 1000m 16e 1500m                 |
| 2012 | 12e · (, 23, 7, 12)  | 11e · (, 18, 9, 11) | 9e 1500m 8e achtervolging           | 14e 1500m 6e achtervolging           |                                     |
| 2013 | NC9 · (, 14, , -)    | 8e · (, 15, , 8)    | 5e 1000m · 6e 1500m · achtervolging | 14e 1000m · 1500m · 4e achtervolging |                                     |
| 2014 | NC10 · (, 15, , -)   |                     |                                     | 14e 1000 m · 1500 m · achtervolging  | 18e 1000m 4e 1500m 4e achtervolging |
| 2015 |                      | NC9 · (, 16, 6, -)  | 13e 1000m 6e 1500m 6e achtervolging |                                      | 30e 1000m 10e 1500m 50e 5k/10k      |
| 2016 | NC10 · (, 15, 4, -)  | NC13 (15, 12, 8, -) | 8e achtervolging                    | 66e 1000m 21e 1500m 50e 5k/10k       |                                     |
| 2017 |                      |                     | 21e 1500m 7e achtervolging          | 55e 500m 29e 1000m 17e 1500m         |                                     |
| 2018 |                      |                     |                                     | 12e 1500m                            | 39e 1000m 20e 1500m                 |
| 2019 |                      |                     | 18e 1500m 19e massastart            |                                      | 47e 1000m 18e 1500m 21e massastart  |
|      |                      |                     |                                     |                                      |                                     |
| 2022 |                      |                     |                                     | HF 14e massastart                    | 0p 1000m 35e 1500m 22e massastart   |

- = geen deelname
NC# = niet gekwalificeerd voor de laatste afstand, maar wel als # geklasseerd in de eindrangschikking
(#, #, #, #) = afstandspositie op allroundtoernooi (500m, 5000m, 1500m, 10000m).
0p = wel deelgenomen, maar geen punten behaald.
HF = halve finale.
1924: Clas Thunberg ·
1928: Clas Thunberg ·
1932: Jack Shea ·
1936: Charles Mathiesen ·
1948: Sverre Farstad ·
1952: Hjalmar Andersen ·
1956: Jevgeni Grisjin/Joeri Michajlov ·
1960: Jevgeni Grisjin/Roald Aas ·
1964: Ants Antson ·
1968: Kees Verkerk ·
1972: Ard Schenk ·
1976: Jan Egil Storholt ·
1980: Eric Heiden ·
1984: Gaétan Boucher ·
1988: André Hoffmann ·
1992: Johann Olav Koss ·
1994: Johann Olav Koss ·
1998: Ådne Søndrål ·
2002: Derek Parra ·
2006: Enrico Fabris ·
2010: Mark Tuitert ·
2014: Zbigniew Bródka ·
2018: Kjeld Nuis ·
2022: Kjeld Nuis
- Virtual International Authority File: 3261147967354384200000